# Richard Bowman Myers
Richard Bowman Myers, ameriški general vojnega letalstva, * 1. marec 1942, Kansas City, Misuri.
General Myers je trenutno načelnik Združenega štaba oboroženih sil ZDA.